# Naama Tsabar
Pour les articles homonymes, voir Naaman (homonymie).
Naama Tsabar, née en 1982, est une artiste, sculptrice et performeuse israélienne, originaire de Tel Aviv-Jaffa.

## Biographie
Enfant, Naama Tsabar est initiée au piano puis à la guitare. Dans les années 2000, elle se produit à travers différentes formations issues de la scène musicale de Tel Aviv. En 2004, elle est diplômée d'un baccalauréat en beaux-arts du Beit Berl College à Kfar Saba. Son travail reçoit le prix d'excellence du ministère israélien de l'Éducation.
Installée aux États-Unis, elle obtient en 2010, un master en arts appliqués de l'université Columbia à New York.
Elle vit et travaille désormais à Brooklyn.

## Carrière professionnelle
Les installations de Naama Tsabar reposent principalement sur des amplificateurs audio, des guitares, des cordes de violon et autres accessoires musicaux familiers reconfigurés sous différentes façons. Elle puise en partie son inspiration dans son passé de barman et de musicienne dans des groupes de punk. Après s’être attelée à la réalisation de vidéo d’art, elle se lance en 2010 dans la composition de performances en direct.
En 2014, elle œuvre aux côtés de Spinello Projects dans le cadre du projet artistique Auto Body, une exposition représentant des artistes femmes ou identifiées tout comme. Cette manifestation se veut être une réponse au manque de représentation des femmes dans l'art. La même année, Naama Tsabar est lauréate pour la seconde fois de la subvention Artis, organisation indépendante à but non lucratif qui soutient les artistes visuels originaires d'Israël.
S'adressant aux rôles implicites de genre et au comportement codé de la musique et de la vie nocturne, l'artiste s'approprie et subvertit les gestes agressifs du rock'n'roll et leurs associations avec la virilité et le pouvoir. Pour Naama Tsabar, l'espace existe en tant que tableau sonore dans lequel la technologie audio est un outil d'art abstrait à part entière.
Ses performances prennent place au fil des festivals et galeries à travers le monde tel le Art Basel Miami Beach, la Paramo Gallery à Guadalajara, l'espace Shulamit Nazarian à Los Angeles, la galerie Dvir de Tel Aviv ou le musée Guggenheim de New York.  

## Installations

### Expositions personnelles
Parmi les expositions solo les plus récentes :
- 2016 : Transitions #3, Spinello Projects, Miami (Floride), 23 novembre 2016 - 14 janvier 2017
- 2016 : Transitions #2, Dvir Gallery, Tel Aviv, 29 octobre - 3 décembre 2016
- 2016 : Transitions, Paramo Gallery, Guadalajara, Mexique
- 2015 : Propagation (Opus 3),  sur une proposition de Claire Breukel, Museum of Art of El Salvador, Salvador
- 2014 : Blood Makes Noise, sur une proposition de Nat Trotman, musée Guggenheim, New York
- 2014 : Impressions, 247365 Gallery, New York, 19 octobre - 16 novembre 2014
- 2014 : Without, sur une proposition de Cecilia Alemani, Frieze Projects, Frieze Art Fair, Randall’s Island, New York, 9 - 12 mai 2014
- 2013 : Propagation (Opus 2), sur une proposition de Hadas Maor, musée d'art de Tel Aviv, Tel Aviv
- 2012 : Propagation (Opus 1), Thierry-Goldberg Gallery, New York
- 2008 : Night Falls, Pianissimo Gallery, Milan, Italie
- 2007 : Encore, Art statements, Art Basel 38, Suisse

### Expositions en groupe
Parmi les contributions les plus récentes :
- 2017 : Escape Attempts, sur une proposition de Kathy Battista, Shulamit Nazarian, Los Angeles, 18 février - 8 avril 2017
- 2017 : Winter Harvest, Museum Dhondt-Dhaenens, Laethem-Saint-Martin, Belgique, 5 février - 9 avril 2017
- 2016 : TM StadTriennale, This is the Sound of TM, sur une proposition de Tim Goossens, Art Museum Z33, Hasselt, Belgique, 1er octobre 2016 - 8 janvier 2017
- 2016 : SpaceTime - video art and installation from Haaretz Collection, sur une proposition de Efrat Livny, MINUS 1 Gallery, Tel Aviv, 2 - 3 avril 2016
- 2015 : Full Moon, Spinello Project, Miami, 25 novembre 2015 - 9 janvier 2016
- 2015 : Under Construction, Paramo Gallery, Guadalajara, Mexique, 29 mai - 18 juillet 2015
- 2015 : Auto Body, Faena Art Center, Buenos Aires, Argentine, 31 mai - 8 juin 2015
- 2015 : How To Tell If Your Krill Oil Supplements Are Ripping You Off, sur une proposition de Jonathan Durham, Abrons Arts Center, New York, 5 mars - 19 avril 2015
- 2014 : Work In Public, sur une proposition de Rachel Alliston, Decad Gallery, Berlin, 11 septembre - 25 octobre 2014
- 2014 : The Chicago Triangle, sur une proposition de Ruti Director, Haifa Museum of Art, Haïfa, 8 mars - 5 juillet 2014

## Performances
Liste non exhaustive :
- 2017 : Untitled (Double Face), performance de Kristin Mueller et Naama Tsabar, DO DISTURB Festival, palais de Tokyo, Paris, 21 - 23 avril 2017
- 2016 : Composition 18, Art Basel Miami Beach Public, sur une proposition de Nicholas Baume, Miami Beach, 30 novembre - 4 décembre 2016
- 2016 : Composition 20, sur une proposition de Cecilia Alemani, The High Line Art, New York, 17 mai 2016
- 2014 : Untitled (Babies),  performance à the Artist Festival, Zacheta Gallery, Varsovie, Pologne, 14 juin 2014
- 2013 : Présentation de 13 performances uniques autour de Propagation (Opus 2), Tel Aviv museum, Israël
- 2012 : Naama Tsabar and the Propagationists, performance à la galerie Thierry-Goldberg, New York, 8 - 9 septembre 2012
- 2009 : Composition 24, performance avec 24 musiciens, Art Focus, Jérusalem, Israël

## Subventions et résidences
- 2014 : lauréate de la subvention Atis
- 2012 : Prix de la Fondation Rema Hort Mann
- 2012 : Résidence à la Fountainhead Residency, Miami
- 2010 : lauréate de la subvention Atis
- 2010 : lauréate du prix Joan Sovern, université Columbia, New York
- 2010 : soutien de la fondation America-Israel Cultural
- 2005 : soutien de la fondation America-Israel Cultural
- 2004 : prix d'excellence du ministère israélien de l'Éducation